# Aiguille de Borderan
L'aiguille de Borderan est un sommet de la chaîne des Aravis qui culmine à 2 492 m d'altitude, entre les départements de la Savoie et de la Haute-Savoie.

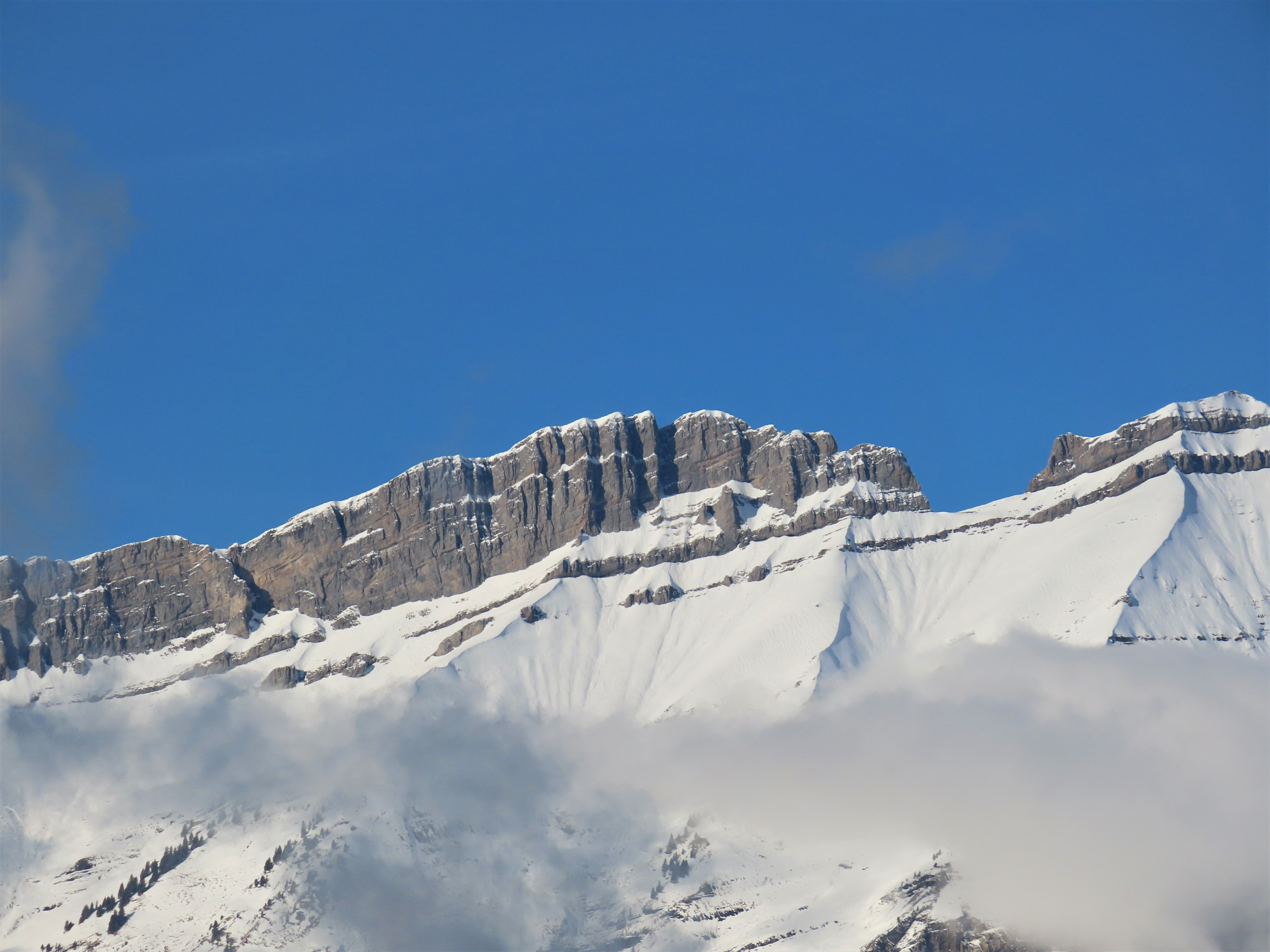
Vue hivernale de l'aiguille de Borderan depuis Crest-Voland au sud.